# Трену (Прахова)
Трену (рум. Trenu) насеље је у Румунији у округу Прахова у општини Киождеанка. Oпштина се налази на надморској висини од 261 m.

## Становништво
Према подацима из 2002. године у насељу је живело 695 становника, од којих су сви румунске националности.